# Функция Морса
Функция Морса ― гладкая функция на многообразии, имеющая невырожденные критические точки. 
Функции Морса возникают и используются в теории Морса, одном из основных инструментов дифференциальной топологии.

## Определение
Пусть {\displaystyle W} ― гладкое многообразие, край которого {\displaystyle \partial W} является  дизъюнктным объединением (возможно, пустых) многообразий {\displaystyle F_{0}} и {\displaystyle F_{1}}.
Функция Морса триады {\displaystyle (W;F_{0},F_{1})} ― такая гладкая класса {\displaystyle C^{2}}  функция {\displaystyle f:W\to [a,b]}, {\displaystyle -\infty <a,b<+\infty }
(или {\displaystyle f:W\to [a,\infty ]}) при {\displaystyle F_{1}=\varnothing }, что:
1. {\displaystyle F_{0}=f^{-1}(a),F_{1}=f^{-1}(b),}
2. все критические точки функции {\displaystyle f} лежат в {\displaystyle W\backslash \partial W=f^{-1}(a,b)} и невырождены.

## Свойства
- Если многообразие {\displaystyle W} конечномерно, то для {\displaystyle k\geqslant 2} множество функций Морса достигает минимума (глобального) на каждой компоненте связности.
- В пространстве всех  {\displaystyle C^{k}}-гладких ({\displaystyle k\geqslant 2}) функций
{\displaystyle f:(W,F_{0},F_{1})\to ([a,b],a,b)}

множество функций Морса является плотным открытым множеством.

## Вариации и обобщения
Функции Морса естественно обобщаются на гладкие гильбертовы полные (относительно некоторого метрического тензора) многообразия.
При этом требуется дополнительное условие:
- (условие Пале ― Смейла) на любом замкнутом множестве {\displaystyle K\subset W}, где функция {\displaystyle f} ограничена, а нижняя грань функции {\displaystyle |df(x)|} равна нулю, существует критическая точка функции {\displaystyle f}.

Это условие автоматически выполняется в конечномерном случае.
В этом случае множество функций Морса не образует открытого множества, но является множеством 2-й категории Бэра